# C/2011 UF305 (LINEAR)
C/2011 UF305 (LINEAR) — одна з гіперболічних комет. Комета була відкрита 31 жовтня 2011 року, коли мала 18.1m.